# Дзедушицкий, Юзеф Каласантий
Граф Юзеф Каласантий Дзедушицкий (3 июля 1776 — 19 июня 1847, Львов) — польский библиофил, коллекционер и государственный деятель.

## Биография
Представитель польского шляхетского рода Дзедушицких герба «Сас». Четвертый сын генерал-поручика и чашника великого коронного Тадеуша Дзедушицкого (1724—1777) и Саломеи Жозефы Биберштейн-Трембицкой. Братья — Валериан Викторин, Антоний Баптист Базилий и Вавринец.
Имел чин капитана польской армии. Ему принадлежали поместья: Поторица, Тарнаватка, Ярышув, Боратын, Тулиголово, Журавички и др.
В 1815 году основал Патрацкую библиотеку, которая позднее была объединена с музеем имени Дзедушицких во Львове.
25 марта 1821 года за ним и его братьями был подтвержден графский титул в Царстве Польском.
3 ноября 1818 года женился на графине Паулине Дзялыньской (1795—1856), дочери сенатора-воеводы Варшавского герцогства, графа Ксаверия Франтишека Дзялыньского (1756—1819), и Юстины Модесты Дзедушицкой (1761—1844). Дети:
- Граф Влодзимеж Ксаверий Тадеуш Дзедушицкий (1825—1899), польский политический деятель, меценат, коллекционер.